# 강성호 (축구 선수)
강성호(姜成浩, 1987년 5월 28일~)는 재일 한국인 축구 선수이다. 현역 시절 포지션은 미드필더였다.